# 栄冠は君にシリーズ
栄冠は君にシリーズ（えいかんはきみにしりーず）は、1990年にアートディンクが発売した『栄冠は君に 高校野球全国大会』を第1作とする、日本の高校野球をテーマとしたシミュレーションゲームのシリーズである。

## 概要
全国高等学校野球選手権大会をテーマにしたシミュレーションゲームである。日本全国に存在する全ての高等学校が再現されており、その中から任意の一校を選び甲子園での優勝を目指す。ただし、学校名などは「一応」架空のものに置き換えられている。「一応」というのは、実際には実在の高校名の一字置き換えや一字追加程度の置き換えであり、また校名変更ができるためユーザーが実在の高校名に変更することを前提としている仕様となっている。
著名な強豪校はかなり強く設定されているほか、自分の出身校を選択して楽しむことも出来る。
プレイヤーは野球部の監督という設定になっており、試合に勝つためのチーム作りなどマネジメント能力が問われる。
第一作では、現実味を表現しようとしたためか、一試合終えるのに実際の野球の試合と同程度の時間を必要とした。投球後の捕手から投手への返球や攻守交代時の選手移動やアウトになった選手がベンチに帰るところまで、全てが画面に表示され、それらの演出をキャンセルする事も不可能だった。

## 作品一覧

### パソコンゲーム プレイステーション
- 栄冠は君に 高校野球全国大会（1990年7月発売）
シリーズ第1作。2018年8月14日よりPC-9801版のWindows 10対応版が[1]、また2020年3月24日よりPCエンジン版が[2][3]プロジェクトEGGにて配信開始。
- 栄冠は君に2 高校野球全国大会（1991年6月発売）
長期プレイが可能に。2007年4月1日よりPC-9801版が[4]、2019年8月13日よりPC-9801版のWindows 10対応版が[5]プロジェクトEGGにて配信開始。
- 栄冠は君に3 高校野球全国大会（1993年7月発売）
選抜高等学校野球大会を再現。2007年4月25日よりプロジェクトEGGにて配信開始[6]。
- 栄冠は君に4（1999年7月発売）
プレイステーションでは唯一の作品。

### プレイステーション2
- 栄冠は君に 甲子園への道（2000年7月発売）
プレイステーション2での第1作。
- 栄冠は君に 甲子園の覇者（2001年8月発売）
第2作。
- 栄冠は君に2002〜甲子園の鼓動〜（2002年7月発売）
アビリティシステムなど多くのシステムを追加。
- 栄冠は君に2004〜甲子園の鼓動〜（2004年7月発売）
インターフェイス面などが強化されており、前作の強化版といえる。